# Jestřáb
Jestřáb je český název některých jestřábovitých dravců z rodu Accipiter. Ačkoli se v češtině používá jako název rodový, značí podrod Astur.

## Druhy
- jestřáb australský (Accipiter fasciatus) Vigors & Horsfield, 1827; délka 40–55 cm, hmotnost 220–360 g; 2–4 vejce, inkubace ca 30 dní; Indonésie, Papua Nová Guinea, Austrálie, Tasmánie, Melanésie, až po Vánoční ostrov;
- jestřáb Cooperův (Accipiter cooperi) Bonaparte, 1828; monotypický druh; velikost 35–50 cm, samice trochu větší; 3–5 vajec, inkubace 30–36 dní, mladí opouštějí hnízdo ve věku 25–34 dní; potrava: jiní ptáci, menší savci; vyhledává řídké lesy, pokraje lesů a háje u řek; Severní Amerika, od jižní Kanady po severní části Mexika; populace z Kanady a severu USA jsou tažné, zimují po Guatemalu, řídce i jižněji;
- jestřáb černohřbetý (Accipiter melanoleucus) A. Smith, 1830; Afrika na jih od Sahary, západní rovníkovou Afriku obývá A. m. temminckii, zbytek areálu nominátní ssp.;
- jestřáb halmaherský (Accipiter henicogrammus) G. R. Gray, 1861; monotypický druh; Indonésie, Moluky (ostrovy Bacan, Halhamera, Ternate);
- jestřáb chocholatý (Accipiter trivirgatus) Temminck, 1824; 1–3 vejce, inkubace ca 34 dní; JV Asie: od Srí Lanky přes východní Indii, Nepál, jih Číny, Myanmar, Laos a Vietnam po Filipíny a Tchaj-wan, na jih po Jávu a Borneo;
- jestřáb jihoamerický (Accipiter poliogaster) Temminck, 1824 – téměř ohrožený (NT); monotypický druh; Jižní Amerika – povodí Amazonky, na jihu zasahuje po SV Argentiny;
- jestřáb kubánský (Accipiter gundlachi) Lawrence, 1860 – ohrožený taxon (EN), populace je odhadována na 150–200 párů; délka 42–50 cm; Kuba;
- jestřáb lesní (Accipiter gentilis) Linnaeus, 1758; samec délka 50–56 cm, samice 58–65 cm, samec hmotnost 570–950 g, samice 970–1750 g; Evropa vč. ČR, Kanada, Asie, Afrika;
- jestřáb madagaskarský (Accipiter henstii) Schlegel, 1873 – téměř ohrožený (NT), populace je odhadována na 1000–3000 jedinců; monotypický druh; Madagaskar;
- jestřáb molucký (Accipiter meyerianus) Sharpe, 1878; monotypický druh; východ Indonésie až Šalomounovy ostrovy;
- jestřáb novoguinejský (Accipiter doriae) Salvadori & Albertis, 1875 – téměř ohrožený (NT); monotypický druh; Nová Guinea;
- jestřáb novokaledonský (Accipiter haplochrous) P. L. Sclater, 1859 – téměř ohrožený (NT), populace je odhadována na 2400–4000 párů; monotypický druh; Nová Kaledonie(Mikronésie);
- jestřáb proměnlivý (Accipiter novaehollandiae) J. F. Gmelin, 1788; monotypický druh; ve starších systémech uváděno 23 ssp., nově odděleny druhy A. hiogaster a A. pulchellus; sever, východ a JV Austrálie, Tasmánie;
- jestřáb rudolímcový (Accipiter rufitorques) Peale, 1848; monotypický druh; délka 30–40 cm; Fidži;
- jestřáb světlehlavý (Accipiter radiatus Collar & Andrew, Erythrotriorchis radiatus Latham, 1802 – téměř ohrožený (NT); monotypický druh; délka 45–60 cm, hmotnost 0,6–1,1 kg; S a SV Austrálie;
- jestřáb šedobílý (Accipiter princeps) Mayr, 1934 – zranitelný taxon (VU); monotypický druh; Papua Nová Guinea, ostrov Bougainville;
- jestřáb tachiro (Accipiter tachiro) Daudin, 1800; délka 35–40 cm; hmotnost 160–510 g; 2–3 (1–4) vejce, inkubace 30–35 dní; mladí opouštějí hnízdo ve věku 32–36 dní; potrava: drobní ptáci a savci vč. netopýrů; Afrika;
- krahujec kaštanovoprsý (Accipiter buergersi) Bonaparte, 1853 – o taxonu chybí údaje (DD); také jestřáb Buergersův, j. kaštanový; monotypický druh; Nová Guinea;
- krahujec šedobílý (Accipiter poliocephalus) G. R. Gray, 1858; monotypický druh; délka 30–38 cm; Nová Guinea a okolní ostrovy;
- krahujec vínoprsý (Accipiter rhodogaster) Schlegel, 1862; Indonésie;